# Pettine

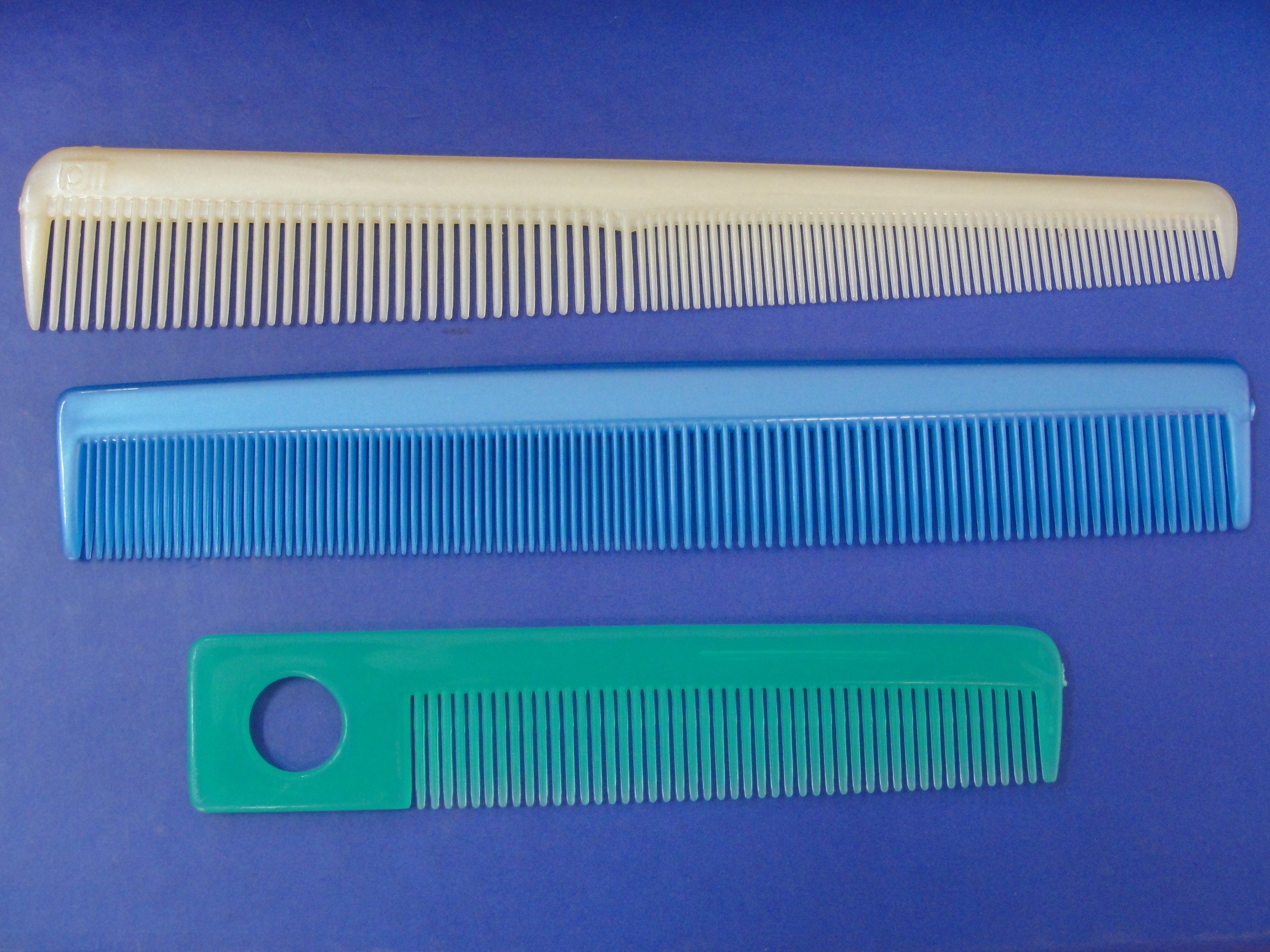
Esempi di pettini

Il pettine è un utensile che direziona i capelli per ordinarli e toglierne i nodi.
È costituito da una base dalla quale partono sottili elementi perpendicolari detti "denti". I denti non sono in numero predeterminato: a seconda della distanza, del numero e dello spessore dei denti, il pettine può essere più o meno adatto a determinati tipi di capello e tipi di capigliatura.
Il pettine può essere costruito in materie differenti: tipicamente, i pettini sono in osso, in metallo, in plastica, ma possono essere anche in madreperla, o in legno o in altri materiali.
Il pettine può essere dotato o meno di un manico per l'impugnatura; nel caso in cui esso manchi, solitamente la base ha un'ampiezza maggiore per consentirne la presa in mano.

## Storia
Già nella preistoria venivano usati strumenti a mo' di pettine: sono stati ritrovati pettini in osso e pettini in avorio all'interno di tombe/ossari databili all'antica età del bronzo.

## Galleria d'immagini

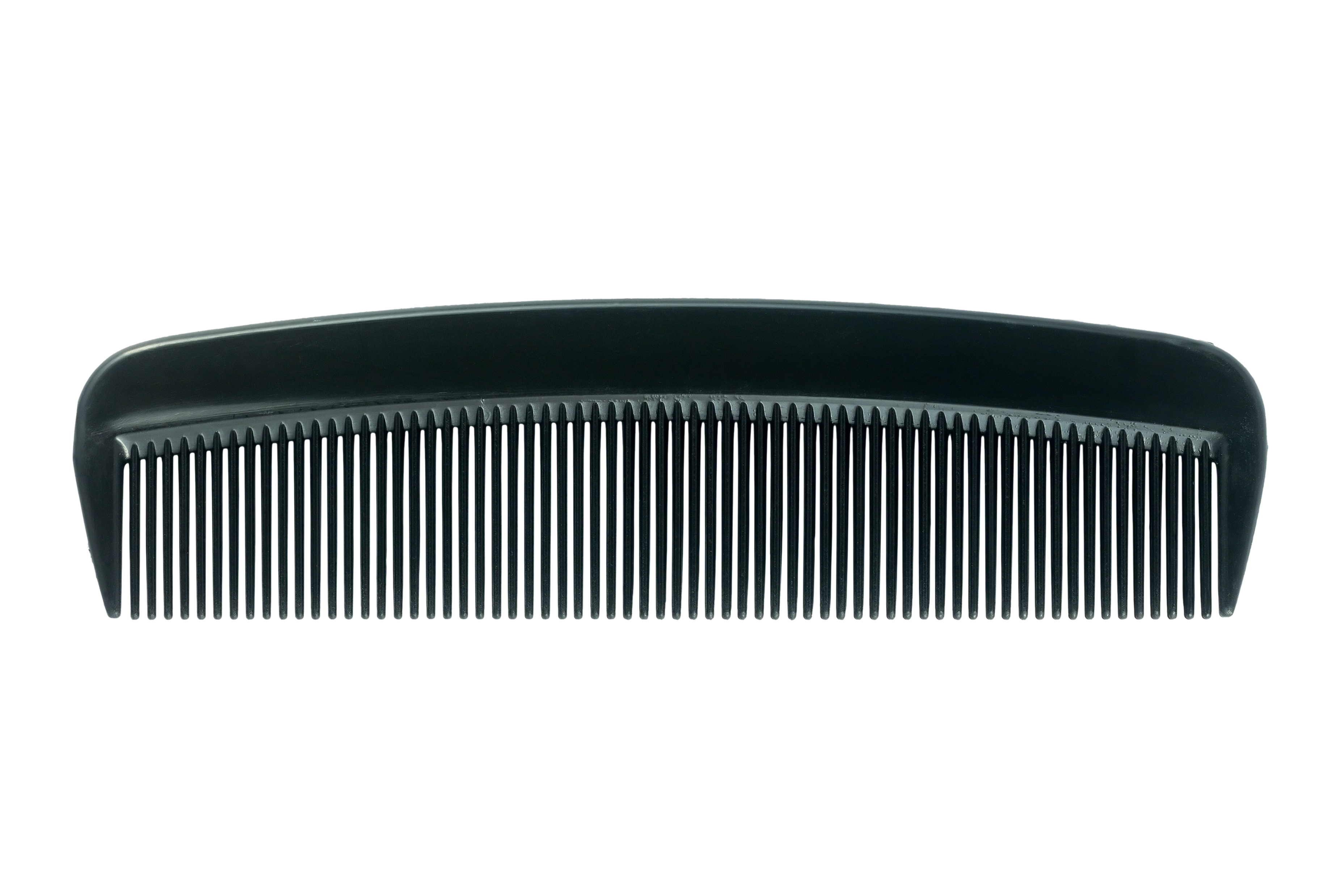
Un tipico pettine di plastica
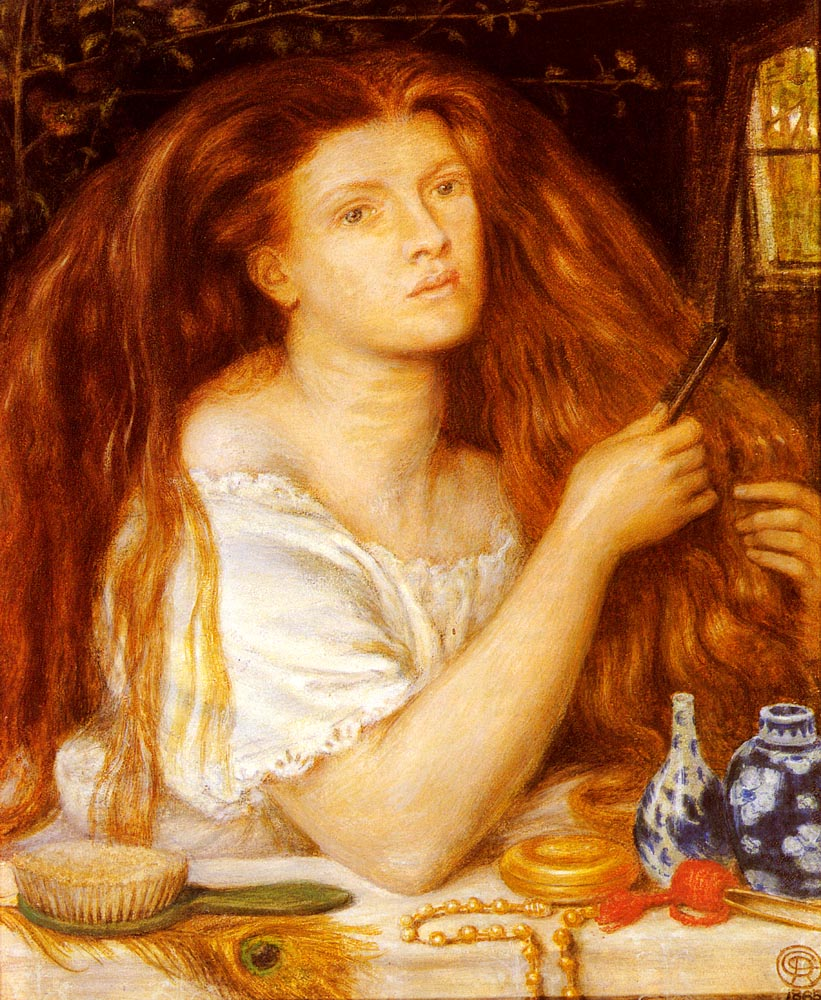
Dante Gabriel Rossetti – Donna che si pettina (1865)
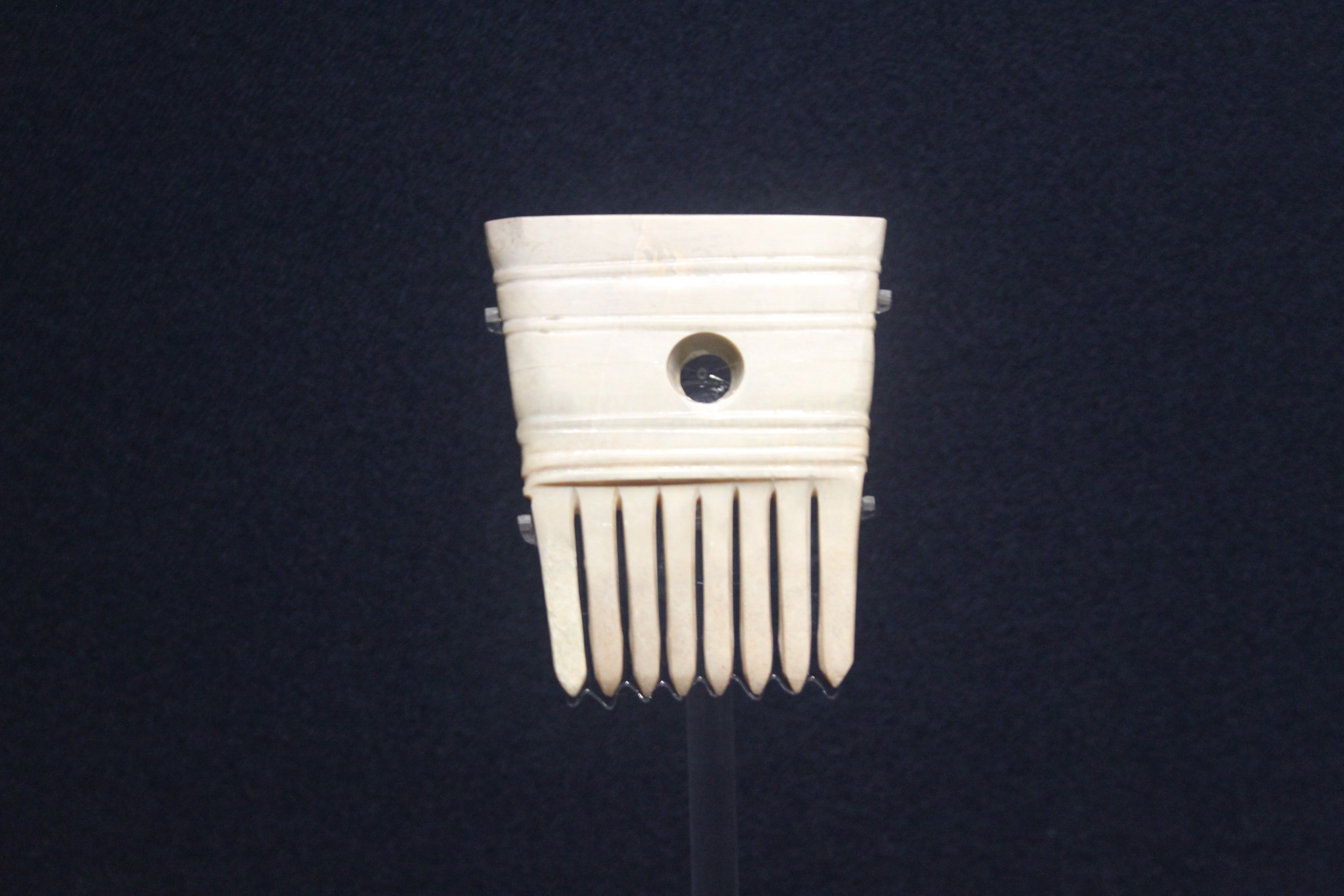
Shu, pettine della dinastia Shang
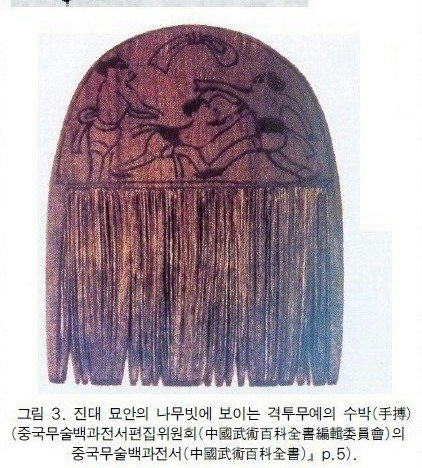
Pettine della dinastia Qin
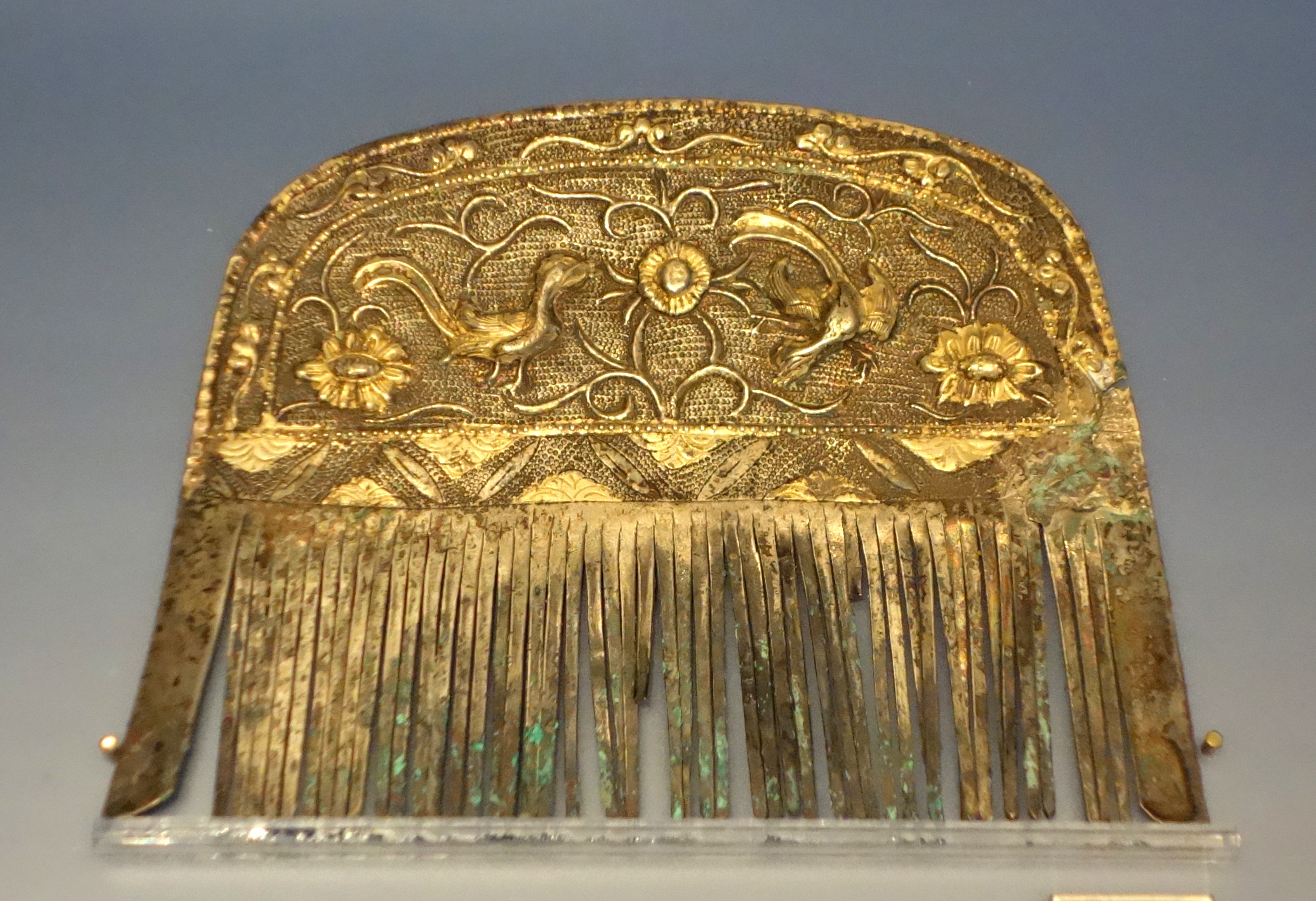
Pettine della dinastia Tang
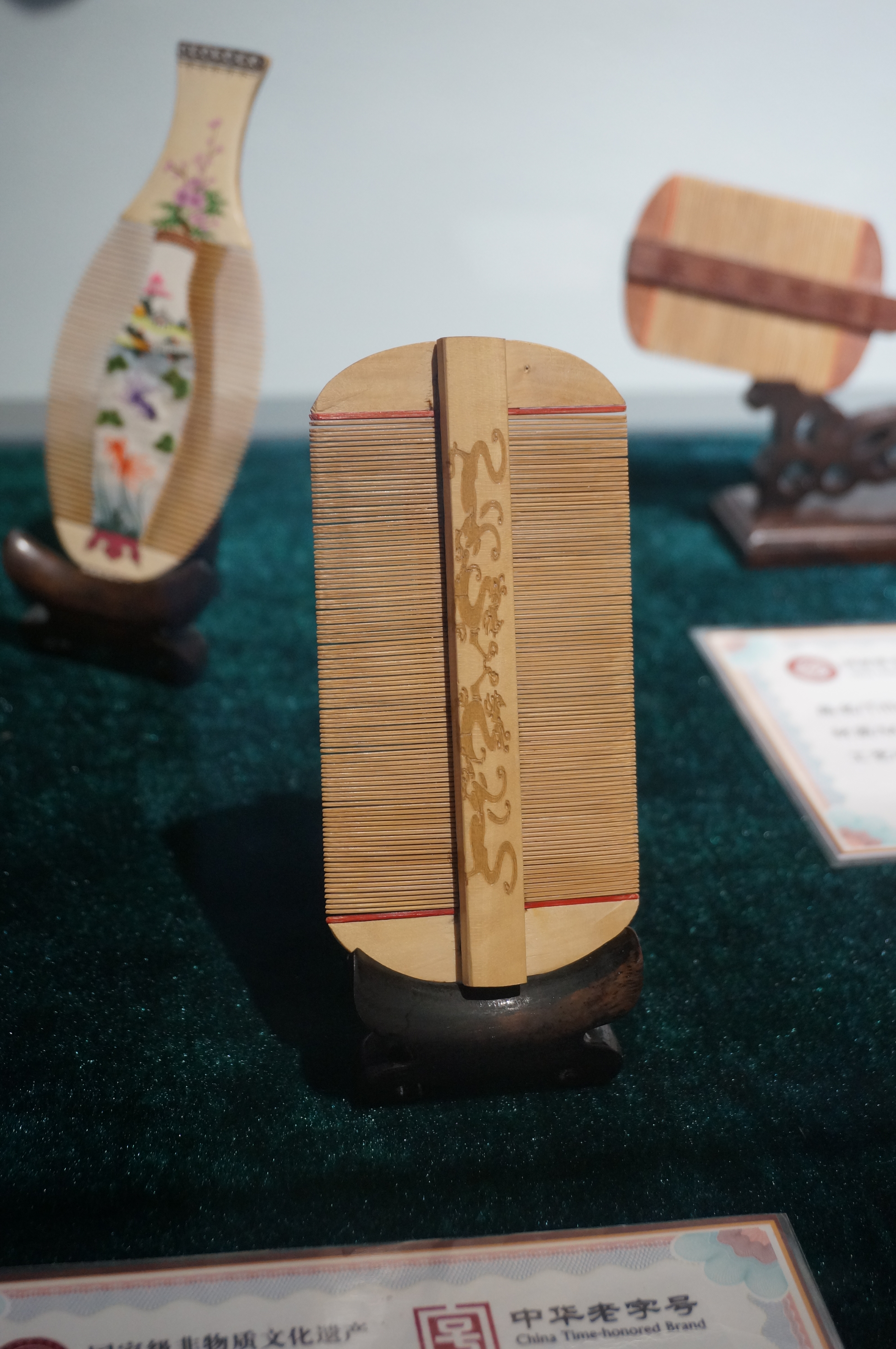
Pettine di Changzhou, pettine a punta fine a doppio taglio
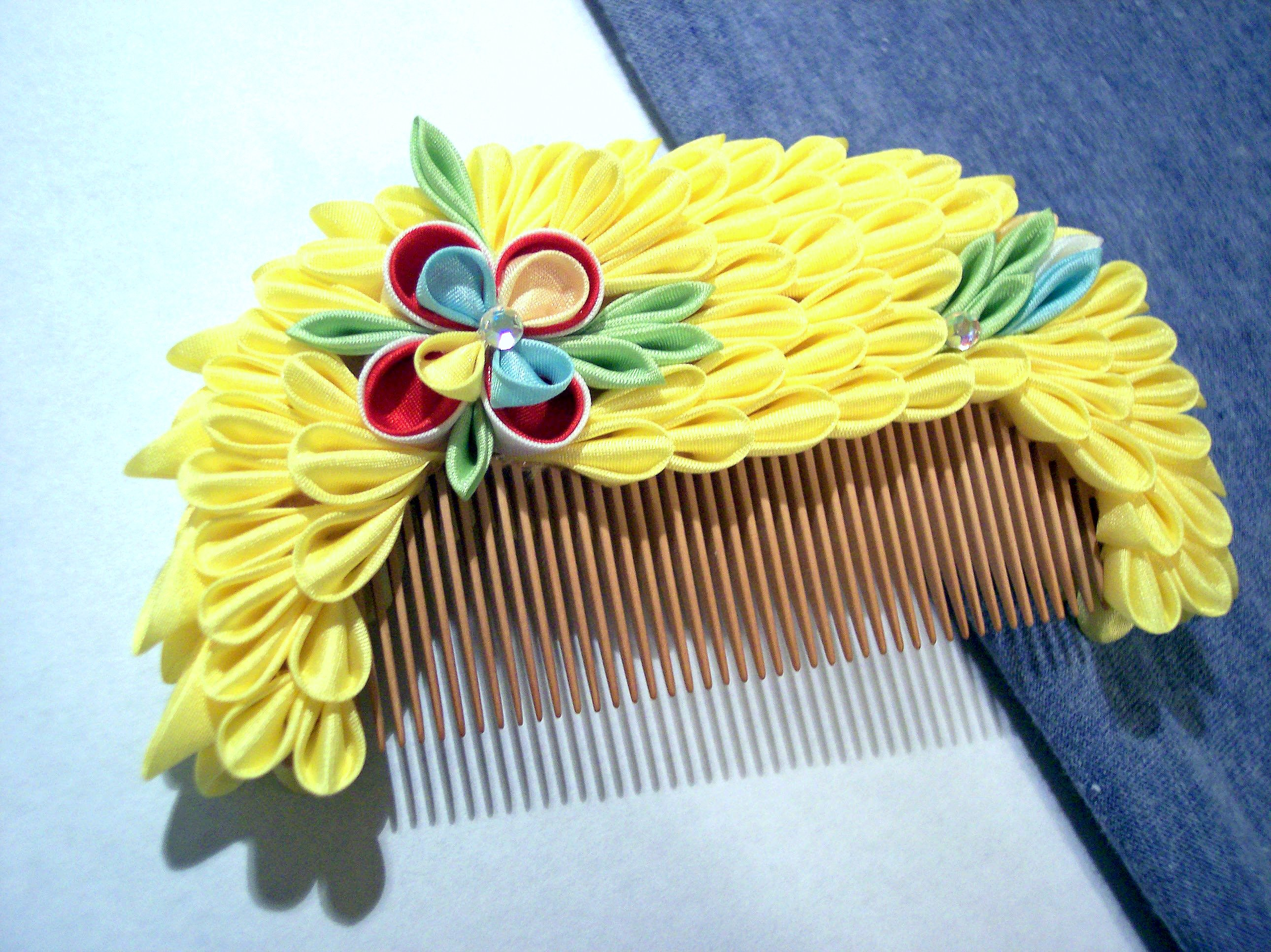
Hanakushi
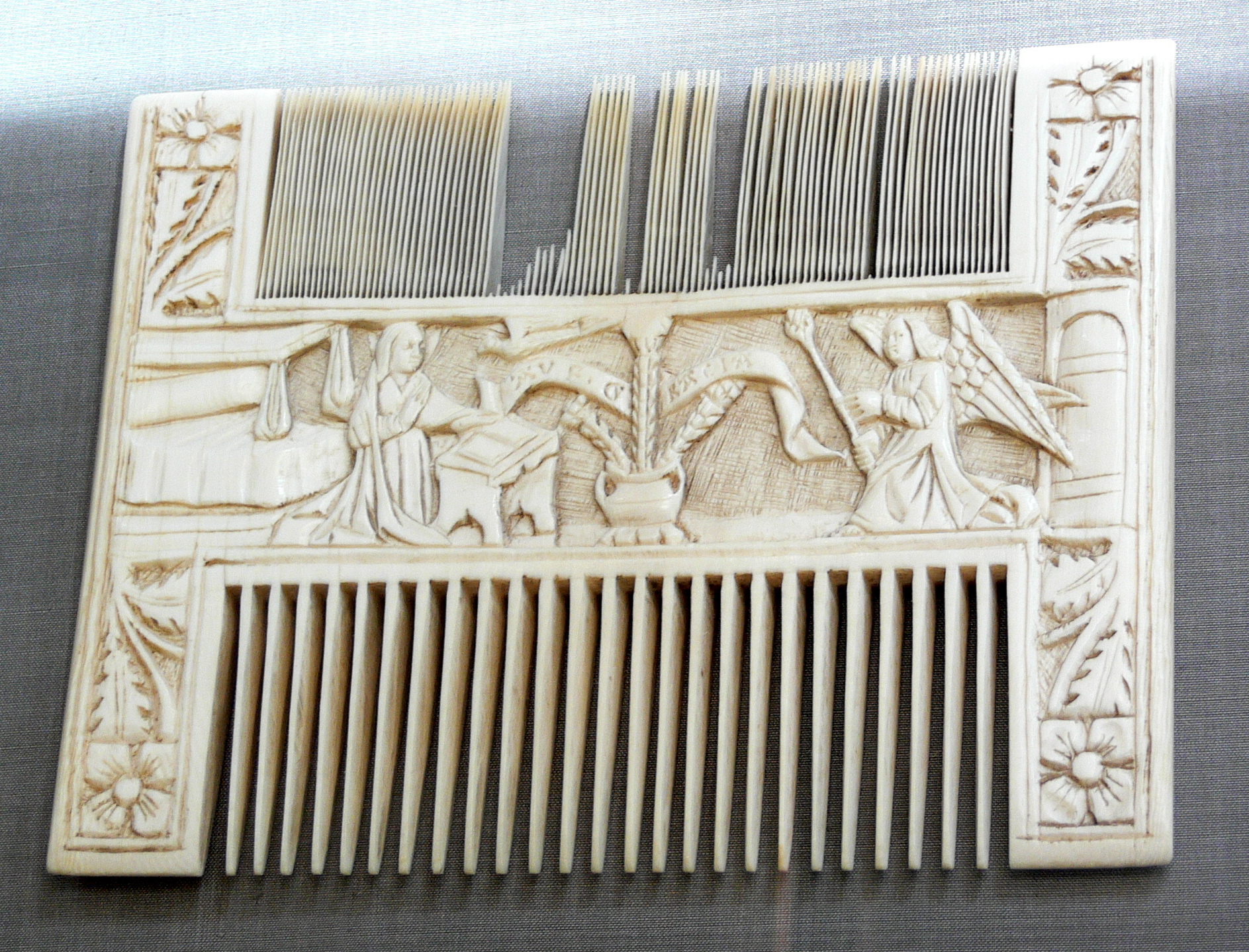
Pettine liturgico, forse di manifattura italiana, XV secolo
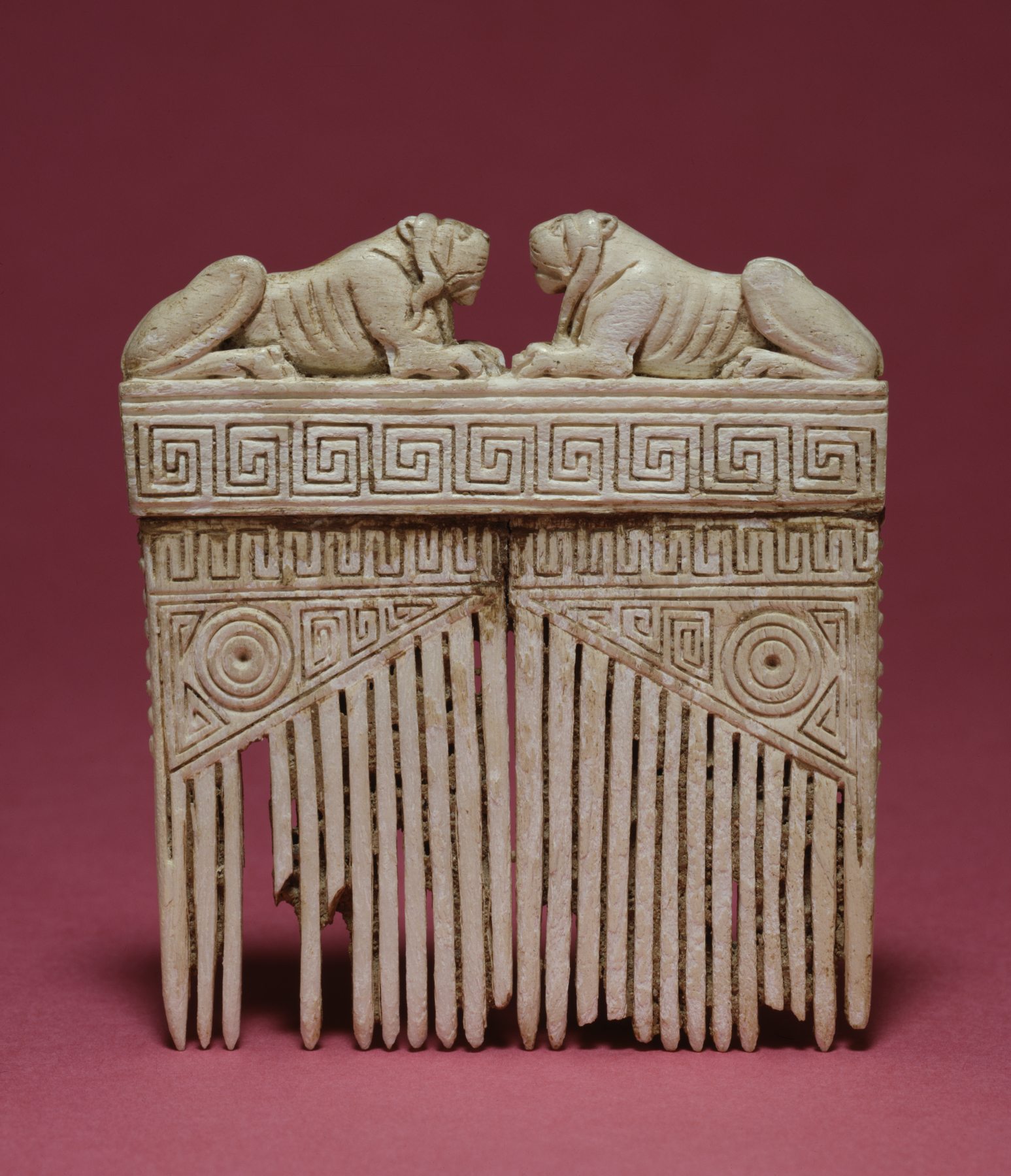
Pettine etrusco, c. VII secolo a.C
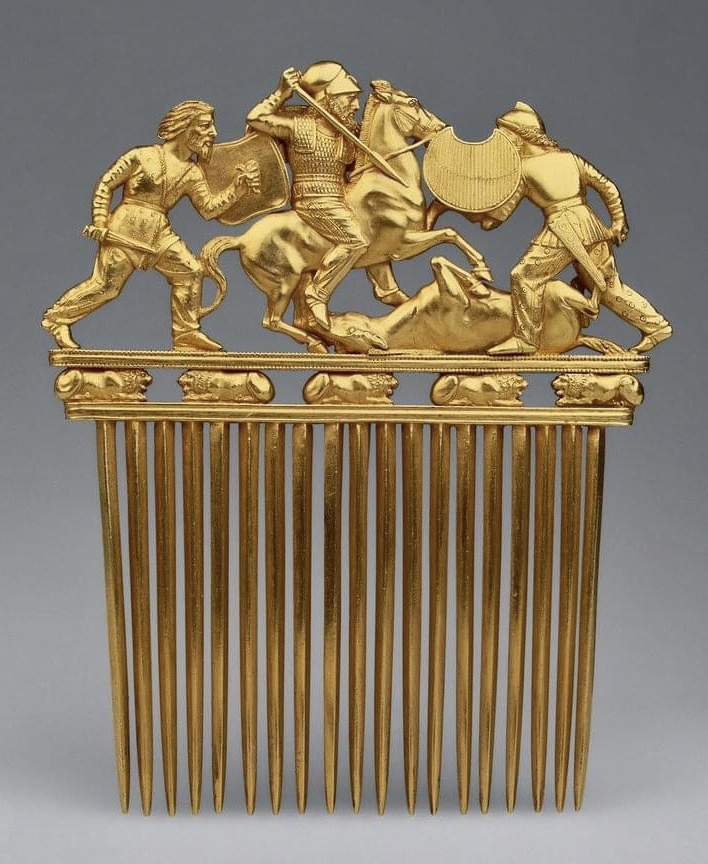
Pettine scitico, c. 400 a.C
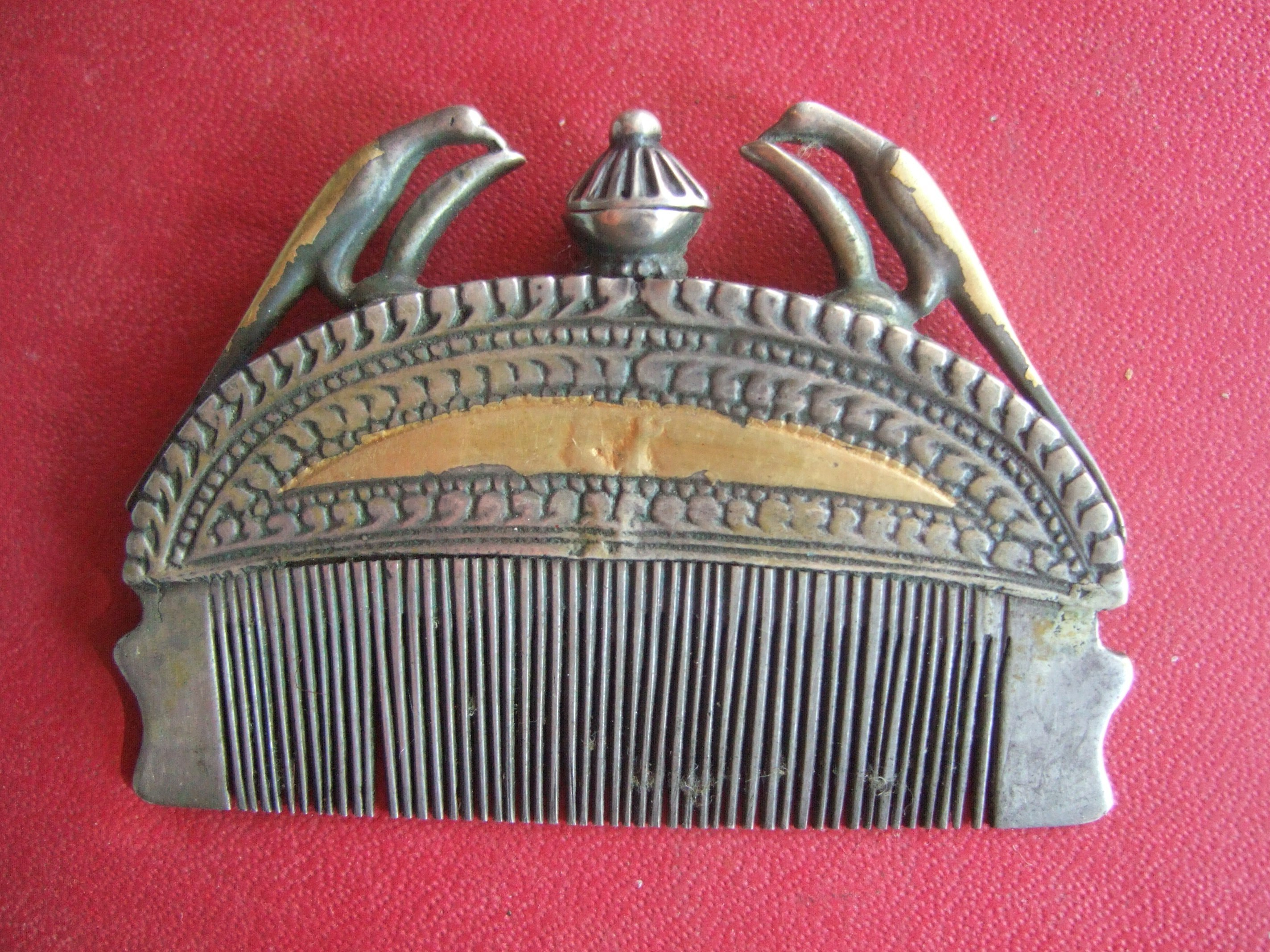
Pettine indiano in metallo atto a tenere a posto i capelli, ornato da una coppia di uccellini. Dopo aver tolto il tappo centrale, si può versare del profumo nell'apertura per inumidire i denti del pettine e i capelli di chi lo indossa.
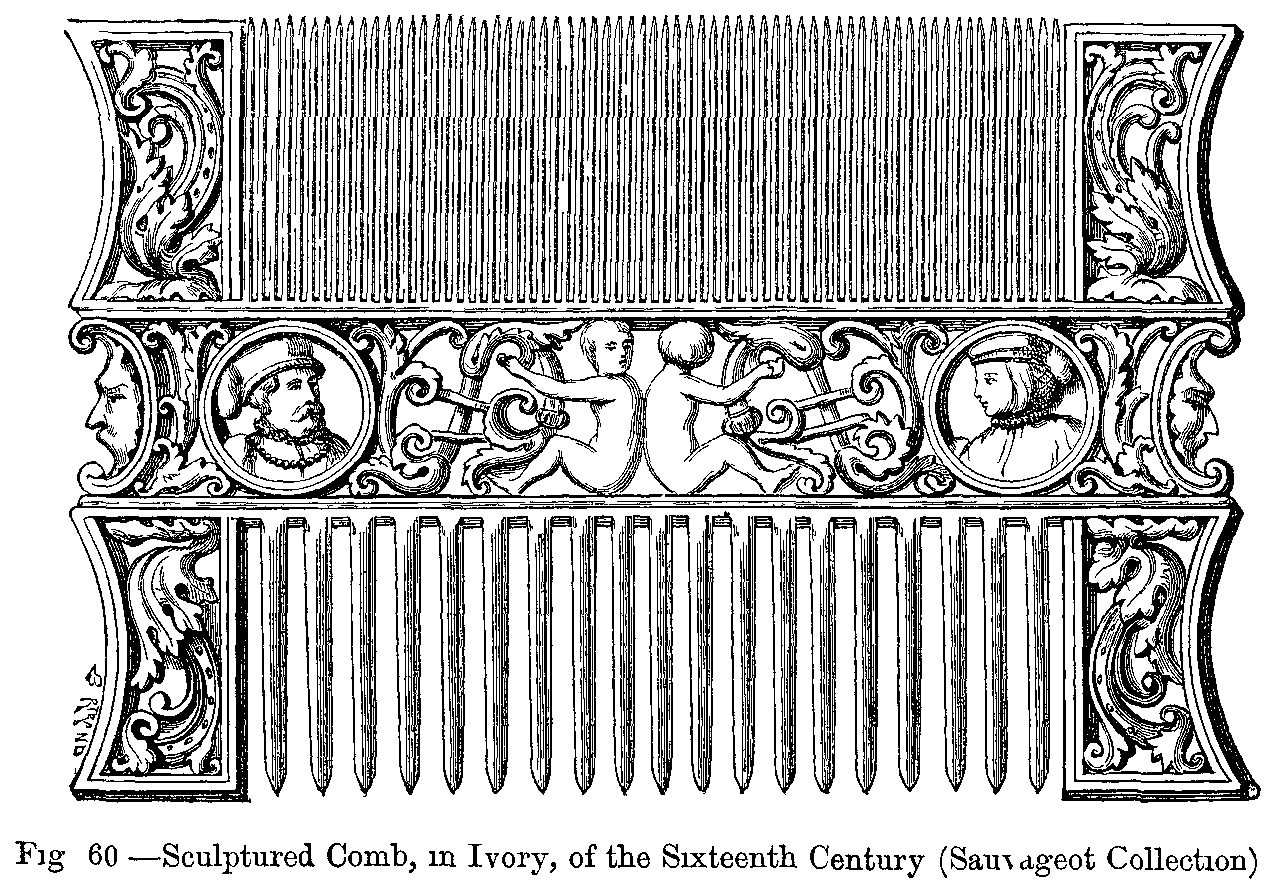
Pettine scolpito in avorio, XVI secolo